# Belavezjskaja pusjtja nationalpark

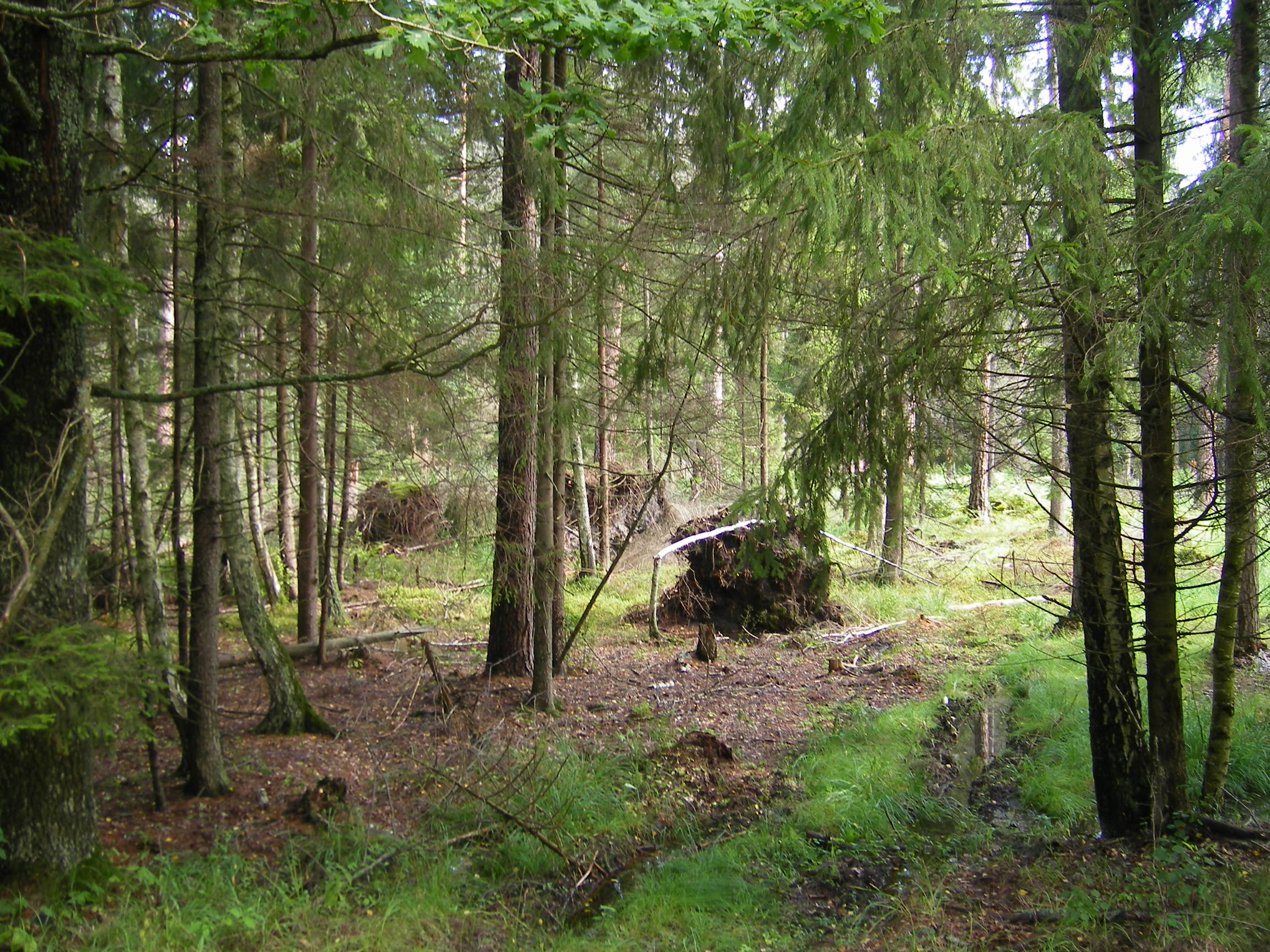
Belavezjskaja pusjtja nationalpark

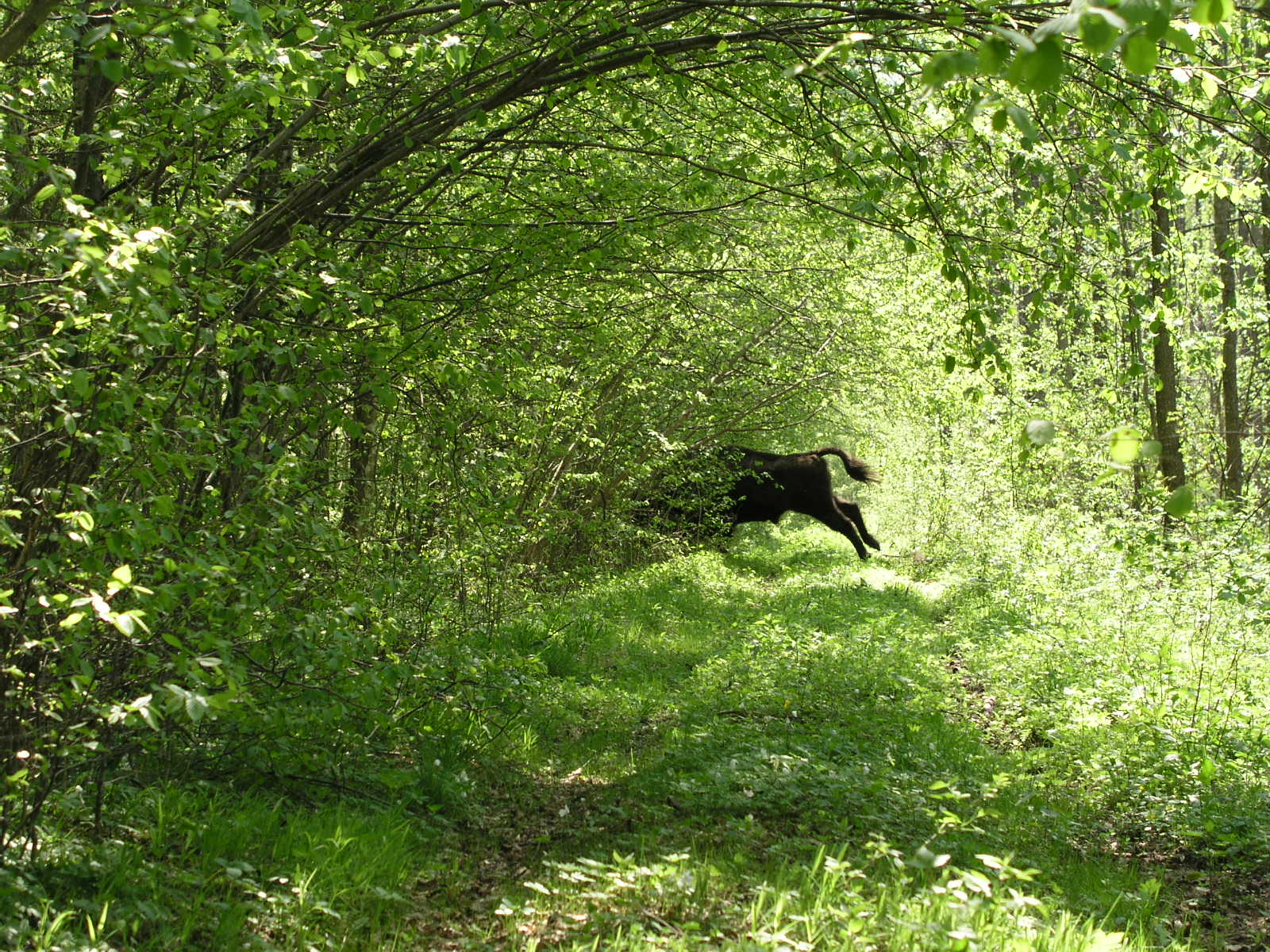
Visent i Białowieżaskogen

Belavezjskaja pusjtja nationalpark (belarusiska: Нацыянальны парк Белавежская пушча: Natsianalny park Belavezjskaja pusjtja; även ryska: Беловежская пуща: Belovezjskaja pusjtja) är en nationalpark i Belarus. Den angränsar till den polska nationalparken Białowieżaskogen. Den ligger i Brests voblast, 340 kilometer sydväst om Minsk, 60 kilometer norr om Brest och 20 kilometer från Kamjanets.
Belavezjskaja pusjtja blev ett statligt reservat år 1939. Den belarusiska delen av skogen blev världsarv 1992.

## Visenter
Belarus bevarandeprogram för 2016–2020 har som syfte att ha en sammanlagd uthållig visentpopulation i landet på minst 1 500 djur. 
I hela Belarus beräknades beståndet av visent vid årsskiftet 2018/2019 till 1886 individer. Dessa finns i elva populationer (Belavezjskaja, Borisovsko-Berezina, Ozeranskaya, Nalibotskaja pusjtja, Polesskaya, Osipovichskaya, Ozerskaya, Lyaskovichskaya, Naidyanskaya, Krasnoborskaya, Dyatlovskaya). Det största antalen finns i Belavezjskaja (567), Osipovichskaya (456) och Ozerskaya (315).